# Turgut Özakman
Turgut Özakman (né le 1er septembre 1930 à Ankara et mort le 28 septembre 2013 dans la même ville) est un dramaturge et écrivain turc. Il est surtout connu pour être l'auteur du best-seller Ces Turcs téméraires (Şu Çılgın Türkler), publié en 2005, et a aussi exercé les professions d'avocat et d'administrateur au Théâtre de l'État et pour la TRT,.